# (3335) Quanzhou
(3335) Quanzhou est un astéroïde de la ceinture principale.

## Description
(3335) Quanzhou est un astéroïde de la ceinture principale. Il fut découvert le 1er janvier 1966 à Nanking par l'Observatoire de la Montagne Pourpre. Il présente une orbite caractérisée par un demi-grand axe de 2,61 UA, une excentricité de 0,13 et une inclinaison de 13,3° par rapport à l'écliptique.

## Compléments